# Achille Calzi senior
Pour les articles homonymes, voir Achille Calzi et Calzi.
Achille Calzi dit « Calzi Achille senior », né le 15 juin 1811 à Faenza et mort le 24 avril 1850 dans la même ville, est un peintre, graveur et miniaturiste romantique italien du XIXe siècle.
Il était connu comme un dessinateur très précis et clair et d'une grande élégance et finesse. Il avait une grande sensibilité et il a été peintre de sujets religieux, historiques et littéraires.

## Biographie
Achille Calzi est né en 1811 à Faenza, de Giuseppe Calzi et Teresa Sansoni. Il effectue des études classiques au séminaire de Faenza, où il apprend la rhétorique, l'éloquence et l'histoire. Il suit des premiers cours d'art en fréquentant l'atelier privé d'Alessandro Ricciardelli pour pratiquer le dessin et la Miniature. Il s'inscrit ensuite à l'école de dessin de Faenza sous la direction du graveur Giuseppe Marri.
Il exécute en 1834 le portrait de Jacopo Mazzoni pour les Biografie e ritratti di XXIV uomini illustri romagnoli, dictionnaire biographique sur 25 personnalités de l'Émilie-Romagne.
En 1836, il s'établit à Rome, où il devient le protégé de Tommaso Minardi. Il est de plus en plus connu pour la grande qualité et la finesse de ses dessins, comme en témoigne son dessin intitulé Le Tasse lit La Jérusalem libérée à Éléonore d'Este. Calzi participe en 1839 au concours d'art de l’Accademia dei Virtuosi du Panthéon de Rome, où il gagne le prix de gravure pour son œuvre en contour et demi-teinture[Quoi ?] La Prédication de Jésus dans le désert. Il travaille ensuite pour le chalcographe Luigi Bardi dans la réalisation de L’Imperiale e reale galleria Pitti, en recueillant les œuvres de la Galerie Palatine pour le dictionnaire. Il s'installe à Florence en 1843 pour apprendre l'édition en plus de dessiner des portraits de Francesco Francia, Benvenuto Tisi, Jacopo Bassano et Le Tintoret.
Calzi retourne l'année suivante dans sa ville natale où il épouse la comtesse Maria Bandini. Il poursuit néanmoins son œuvre, toujours reconnue pour ses portraits raffinés. Il se lie alors d'amitié avec beaucoup d'artistes de Faenza dont Romolo Liverani, avec qui il collabore à la réalisation du premier numéro du calendrier Lunêri di Smémbar (it), et effectue ses célèbres vues de Faenza.
Après le décès de sa femme et de sa fille, Calzi revient à Florence mais, après être devenu malade, il décide finalement de rester à Faenza, où il meurt à 38 ans le 24 avril 1850.

## Œuvres

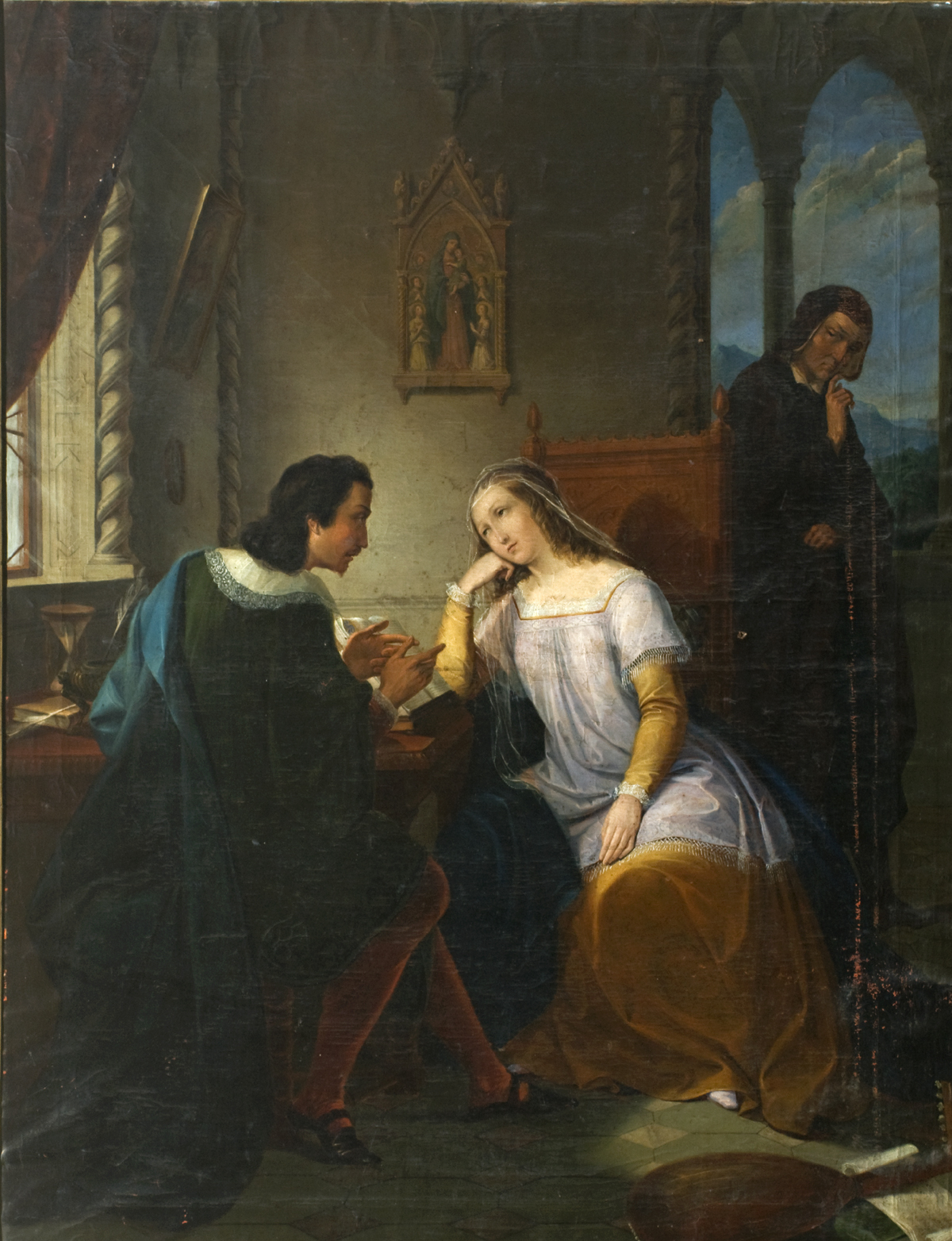
Abelardo ed Eloisa, n. d.

Liste non-exhaustive de ses œuvres : 
- Abelardo ed Eloisa, huile sur toile, 113 × 85 cm, XIXe siècle, Pinacothèque de Faenza ;
- Ritratto di Jacopo Mazzoni, dessin, 1834 ;
- Il Tasso legge la Gerusalemme liberata ad Eleonora d’Este, dessin, entre 1836 et 1839 ;
- La predica di Gesù Cristo nel deserto, gravure en contour et demi-teinture, 1839.

## Rétrospectives
- Esposizioni agrario industriale artistica, Faenza, 1875 ;
- Mostra d'arte dell'Ottocento faentino, Faenza, 1951 ;
- Mostra degli artisti romagnoli dell'Ottocento, Faenza, 1955 ;
- Opere di incisori e disegnatori faentini dell'Ottocento, Faenza, 1977 ;
- Incisori faentini di immagini mariane, Faenza, 1988 ;
- Pittura dell'Ottocento e Novecento dalle collezioni della Pinacoteca comunale di Faenza, Faenza, 1993.